# Évelette
Évelette is een dorp in de Belgische provincie Namen en een deelgemeente van Ohey. Tot 1 januari 1977 was het een zelfstandige gemeente. Évelette ligt meer dan vier kilometer ten zuidoosten van het dorpscentrum van Ohey. In Évelette liggen ook het dorpje Libois en de gehuchtjes Tahier, Résimont, Eve en La Bouchaille.

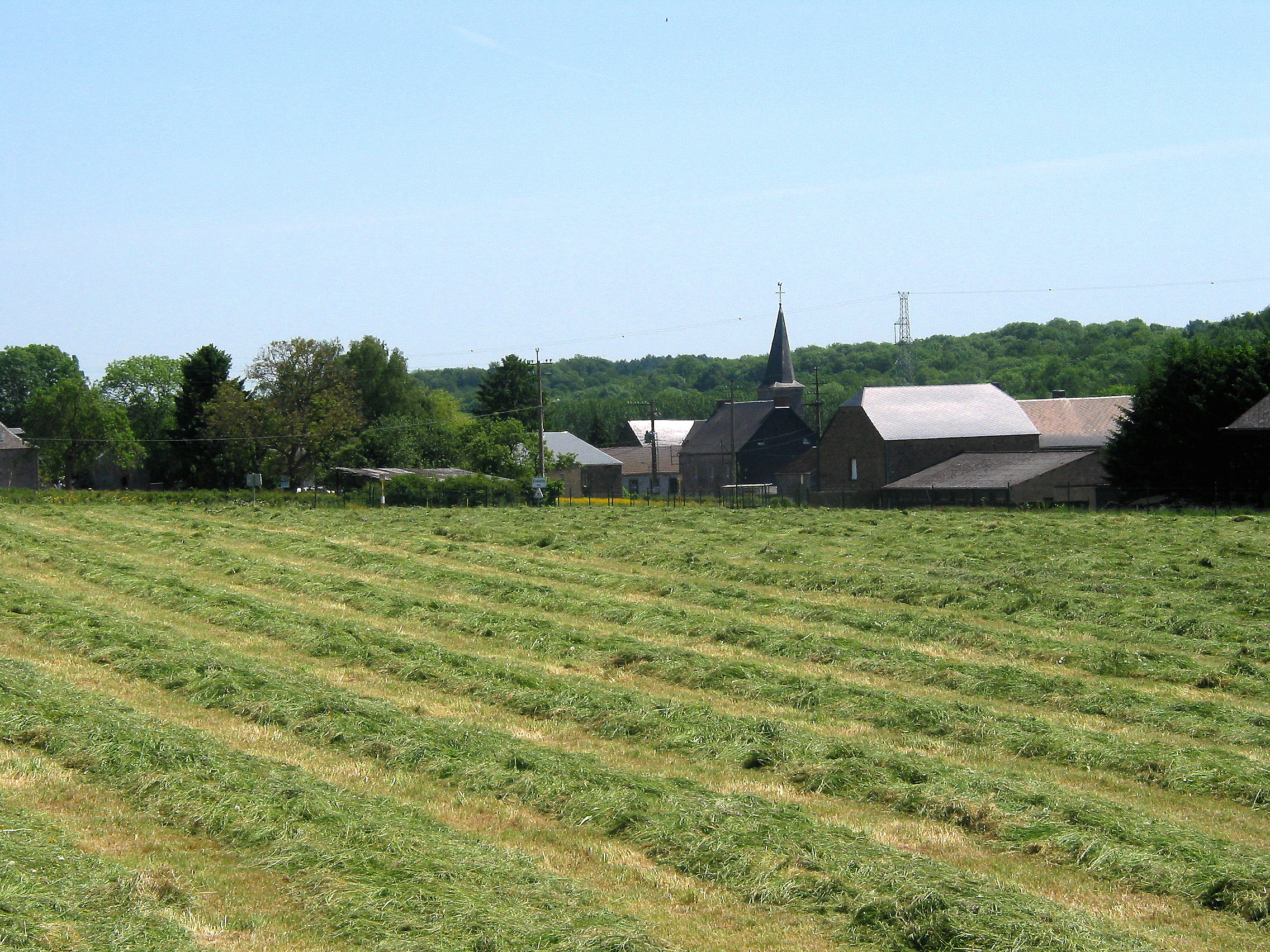
Zicht op Évelette

## Geschiedenis
Op het einde van het ancien régime werd Évelette een gemeente. In 1810 werd de aangrenzende gemeente Libois opgeheven en bij Évelette gevoegd. In 1977 werd Évelette een deelgemeente van Ohey.

## Demografische ontwikkeling
- Bronnen:NIS, Opm:1831 tot en met 1970=volkstellingen, 1976= inwonersaantal op 31 december

## Verkeer en vervoer
Door Évelette loopt de N983 van Ohey naar Havelange.
Deelgemeenten: Évelette · Haillot · Perwez · Goesnes · Jallet

Overige dorpen en gehuchten: Bois Dame Agis · Eve · Filée · La Bouchaille · Libois · Matagne · Résimont · Tahier

Belgische gemeenten · arrondissement Namen · provincie Namen · Wallonië